# Falcuna hollandi
Falcuna hollandi är en fjärilsart som beskrevs av Aurivillius 1895. Falcuna hollandi ingår i släktet Falcuna och familjen juvelvingar. Inga underarter finns listade i Catalogue of Life.